# انحلال الكروماتين

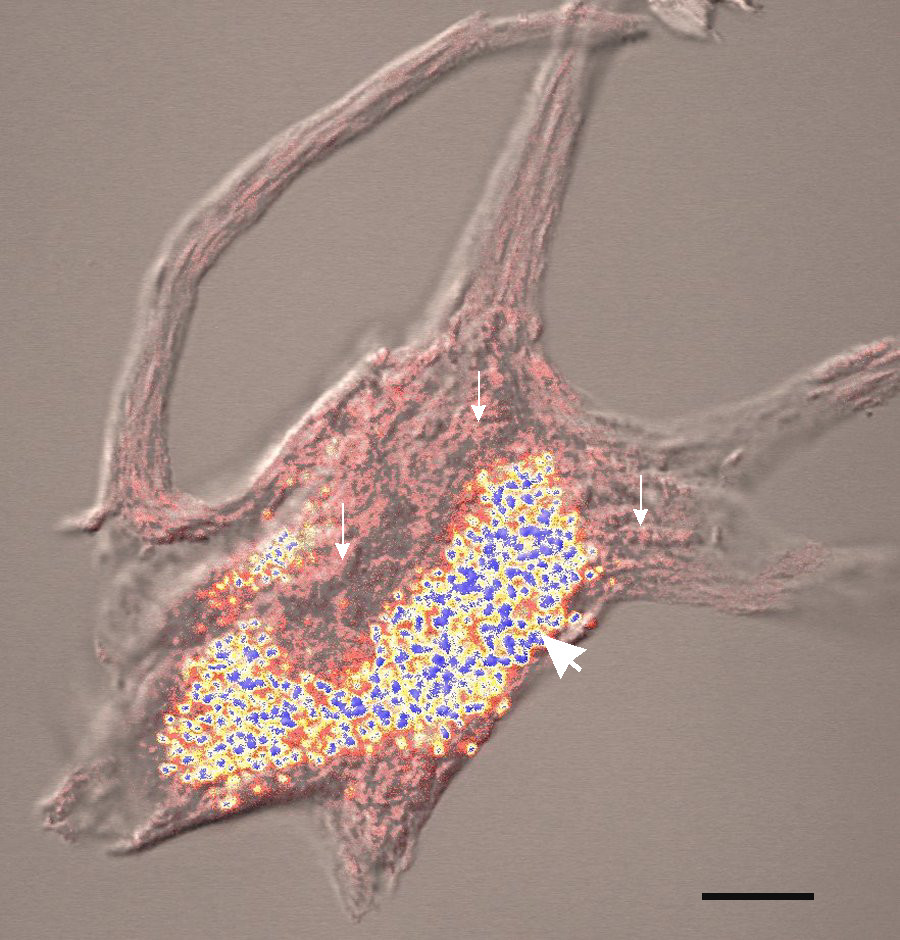

انحلال الكروماتين أو تحلل الكروماتين هو تحلل أجسام نيسل في جسم خلية العصبون. يُعتبر انحلال الكروماتين استجابة خلوية محرضة عن طريق قطع المحوار، ونقص التروية، والسمية الخلوية، والإجهاد الخلوي، والأمراض الفيروسية والسبات لدى الفقاريات البدائية. غالبًا ما يحدث التعافي العصبوني بواسطة التجدد بعد انحلال الكروماتين، لكنه يشكل في أغلب الأحيان العملية البادئة للاستماتة. يتميز حدث انحلال الكروماتين بهجرة بارزة للنوى باتجاه محيط الخلية إلى جانب زيادة في حجم النواة، والنوية وجسم الخلية. استُخدم مصطلح «انحلال الكروماتين» لأول مرة في أربعينيات القرن العشرين من أجل وصف أحد أشكال الموت الخلوي الملاحظة، التي تتميز بانحلال المكونات النووية التدريجي؛ تُدعى هذه العملية الآن بالاستماتة. يستمر استخدام مصطلح انحلال الكروماتين بهدف التمييز بين عملية الاستماتة المحددة في خلايا العصبونات، حيث تتعرض أجسام نيسل للتحلل.

## أنواع انحلال الكروماتين

### انحلال كروماتين مركزي
يمثل انحلال الكروماتين المركزي الشكل الأكثر شيوعًا لانحلال الكروماتين، ويتميز بفقدان أجسام نيسل أو بدءًا من النواة في مركز العصبون، ثم تمتد محيطيًا باتجاه غشاء البلاسما. يتسم انحلال الكروماتين المركزي أيضًا بإزاحة النواة نحو محيط جسم الخلية. لوحظ حدوث تغيرات خلوية أخرى خلال عملية انحلال الكروماتين المركزي. يقل وضوح عملية تحلل أجسام نيسل باتجاه محيط جسم خلية العصبون، حيث قد توجد أجسام نيسل طبيعية الشكل. يُلاحظ حدوث فرط تنسج الخيوط العصبية بشكل متكرر مع اختلاف مداه. غالبًا ما يزداد عدد الفجوات ذاتية البلعمة وبنى الجسيمات الحالة خلال انحلال الكروماتين المركزي. قد تطرأ تغيرات على عضيات أخرى مثل جهاز غولجي وربوة المحور العصبي. ومع ذلك، ما تزال الأهمية الدقيقة لهذه التغيرات مجهولة. في العصبونات التي تشهد قطع المحور العصبي، يُلاحظ وجود انحلال الكروماتين المركزي في المنطقة بين النواة وربوة المحور العصبي التالية.

### انحلال كروماتين محيطي
يُعد انحلال الكروماتين المحيطي أقل شيوعًا، لكن وردت تقارير بحدوثه بعد قطع المحوار ونقص التروية لدى بعض الأنواع. يمثل انحلال الكروماتين المحيطي عكس الانحلال الكروماتين المركزي بشكل أساسي، إذ يبدأ تحلل أجسام نيسل في محيط العصبون ممتدًا إلى الداخل نحو نواة الخلية. لوحظ حدوث انحلال الكروماتين المحيطي في الانحلال المحرض بالليثيوم، قد يساهم هذا في دراسة الفرضية التي مفادها تقدم موجات النشاط الإنزيمي دائمًا من المنطقة المحيطية للنواة، أو المتوضعة حولها، إلى محيط الخلية ومناقشتها.

## الأبحاث المستقبلية
بدأت الأبحاث المكثفة حول آليات انحلال الكروماتين وإشاراته لأول مرة في ستينيات القرن العشرين، وما زالت مستوجبة المزيد من الدراسة. من الجلي دور قطع المحوار كواحد من أهم المحرضات المباشرة لانحلال الكروماتين، إذ يشكل البحث المستقبلي الهادف إلى تفسير المسارات المحددة الرابطة ما بين تلف المحوار وانحلال الكروماتين عاملًا أساسيًا في تطوير علاجات محتملة، من أجل منع استجابة انحلال الكروماتين في العصبونات وتخفيف تأثيرات الأمراض التنكسية المضرة، مثل مرض آلزهايمر والتصلب الجانبي الضموري.